# ISO 3166
ISO 3166 er en international standard fastsat af ISO. Denne standard er en tre-delt standard for geografisk kodning af landes og selvstyrers navne via landekoder – samt den subnationale opdeling heraf via regionskoder.
For en oversigt over indholdet i standarden samt andre standarder for national, geografisk kodning – se overblik over landekoder.

## Del 1: Landekoder
Første del af standarden, ISO 3166-1, definerer koder for lande og selvstyrer. Den blev første gang udgivet i 1974
Standarden består af 3 sideopstillede inddelinger af landekoder:
- ISO 3166-1 alfa-2 – 2 bogstaver
- ISO 3166-1 alfa-3 – 3 bogstaver.
- ISO 3166-1 numerisk – 3 cifre.

## Del 2: Subnationale koder
Standardens anden del, ISO 3166-2, definerer koder for subnationale enheder og administreres af det enkelte land. Det kan for eksempel være opdeling af amter, kommuner, fylker, sogne eller hvilken opdeling, det enkelte land måtte ønske.
Opdelingerne er udsendt af ISO i 7 nyhedsbreve:
- ISO 3166-2:2000-06-21 – Nyhedsbrev I-1
- ISO 3166-2:2002-05-21 – Nyhedsbrev I-2
- ISO 3166-2:2002-08-20 – Nyhedsbrev I-3
- ISO 3166-2:2002-12-10 – Nyhedsbrev I-4
- ISO 3166-2:2003-09-05 – Nyhedsbrev I-5
- ISO 3166-2:2004-03-08 – Nyhedsbrev I-6
- ISO 3166-2:2005-09-13 – Nyhedsbrev I-7

## Del 3: Udgåede landekoder
Den tredje del, ISO 3166-3, definerer udgåede ISO 3166-1-landekoder. Denne standard blev første gang udgivet i 1998.

## Eksternehenvisninger
- Landekodeoversigt fra ISO (engelsk)